# Mohamed Ali Diallo
Mohamed Ali Diallo (ur. 5 maja 1978) – burkiński piłkarz grający na pozycji obrońcy.

## Kariera klubowa
Karierę piłkarską Diallo rozpoczął w klubie ASFA Yennega ze stolicy kraju Wagadugu. W jego barwach zadebiutował w 1998 roku w pierwszej lidze burkińskiej. W latach 1999, 2002 i 2003 wywalczył z nim mistrzostwo kraju. Wraz z ASFA Yennega zdobywał także Puchar Liderów Burkinie Faso w latach 2000, 2001 i 2002 oraz Superpuchar Burkiny Faso.
W 2003 roku Diallo odszedł do marokańskiej Rai Casablanca. W 2004 roku został z nią mistrzem Maroka, a następnie wrócił do ASFA Yennega. W 2006 roku został mistrzem kraju, a w 2009 roku oprócz mistrzostwa zdobył także Puchar i Superpuchar Burkiny Faso.

## Kariera reprezentacyjna
W reprezentacji Burkiny Faso Diallo zadebiutował w 2002 roku. W 2004 roku był rezerwowym podczas Pucharu Narodów Afryki 2004 i nie wystąpił na nim w żadnym spotkaniu. Od 2002 do 2004 roku rozegrał w kadrze narodowej 2 mecze.